# El Canal. Centre d'Arts Escèniques Salt/Girona
El Canal. Centre d'Arts Escèniques Salt/Girona és un centre de producció i creació d'arts escèniques, situat a La Factoria Cultural Coma Cros de Salt, que forma part de l'equipament de la xarxa de centres públics de Catalunya.
La gestació d'El Canal es remunta a l'any 2007, quan l'ajuntament de Salt, l'ajuntament de Girona, la diputació de Girona i el Departament de Cultura de la Generalitat de Catalunya signaren un conveni per a la seva creació. El centre inicià l'activitat el 2007 amb l'estrena de Coral Romput, un espectacle dirigit per Joan Ollé i Freixas a partir del poema de Vicent Andrés i Estellés. Amb seva posada en marxa, Salvador Sunyer i Bover fou el director artístic. Els objectius que ha perseguit El Canal són produir i coproduir, des de l'àrea urbana de Girona, espectacles teatrals de primera línia, especialment de teatre. El Canal treballa i col·labora amb la Temporada Alta - Festival de Tardor de Catalunya, i amb el Teatre Nacional de Catalunya, el Teatre Lliure, el Mercat de les Flors, el Centre d'Arts Escèniques de Reus i el Centre de creació - Terrassa Arts Escèniques, forma part de la nova xarxa de producció teatral pública de Catalunya.
Després d'aconseguir el finançament per poder adequar un espai de 400 m², en bona part amb fons europeus, El Canal es va inaugurar a la seva nova seu el 2012, aconseguint que l'antiga fàbrica Coma Cros es convertís, d'aquesta manera, en un espai de creació més que d'exhibició. Des d'aleshores, però, la desatenció de les administracions ha encallat el funcionament a ple rendiment del centre que, durant aquests anys, no ha disposat de direcció pròpia i només funcionava com a espai de lloguer per representar-hi teatre, sobretot durant el festival Temporada Alta - Festival de Tardor de Catalunya.
Després del concurs públic, l'any 2021, estrenà un nou equip directiu, encapçalat per Xavier Díaz i Vilanova, i tornà al propòsit original amb què va gestar-se, el de convertir-se en un dels millors centres de creació de Catalunya per proveir d'espectacles les programacions dels teatres de l'entorn. L'equipament comptà amb un pressupost de 600.000 euros l'any 2023 i una previsió d'arribar als 850.000 euros anuals.